# Marea galáctica

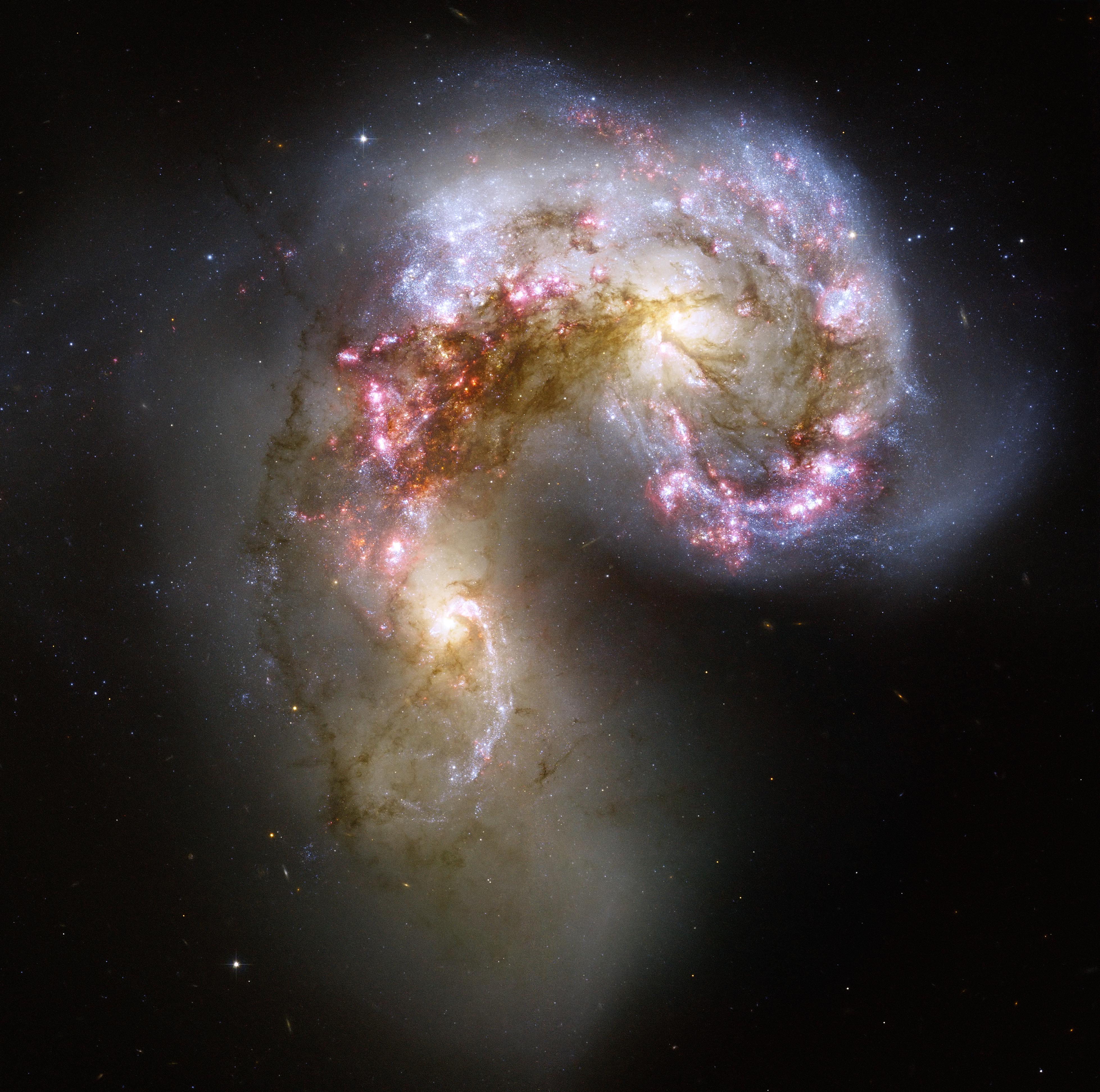
Las enormes perturbaciones y trazas producidas por las Galaxias Antennae, NGC 4038 y NGC 4039

La marea galáctica es una fuerza de marea ejercida en objetos estelares por el campo gravitacional de una galaxia. De un modo parecido a como ocurre en la Tierra, debido a la diferenciación regional de las fuerzas gravitatorias de la Luna. Así que un cuerpo muy cercano o inmerso en una galaxia experimentara la acción de sus fuerzas gravitatorias de manera intensa. Ello puede ocasionar que se dilate hacia el centro de la galaxia o sufra alteraciones en su órbita. Los temas de interés respecto a las mareas galácticas contempla el estudio de colisiones galácticas, la disrupción de las galaxias enanas, las galaxias satélites, y el efecto de las mareas de la Vía Láctea sobre la hipotética nube de Oort de nuestro propio sistema solar.

## Efectos en las galaxias externas

### Colisiones galácticas
Las fuerzas de marea dependen de los gradientes de un campo gravitacional, más que de sus fuerzas, de tal suerte que los efectos están usualmente limitados a los alrededores inmediatos de una galaxia. Dos galaxias grandes que experimentan una colisión o que pasan cerca la una de la otra estarán sujetas a las fuerzas de marea de manera intensa, a menudo produciendo las más impresionantes demostraciones visuales de sus efectos en acción.
Dos galaxias que interactúan no siempre colisionarán de manera directa (del todo) y las fuerzas de marea distorsionarán cada galaxia a lo largo de un eje señalando lejos de su perturbación. Mientras las galaxias orbiten brevemente una a la otra estas regiones distorsionadas, lanzarán lejos del cuerpo principal de cada galaxia debido a la rotación diferencial de entre ellas una especie de «colas de marea» cuyo aspecto pareciera severamente curvo; en el caso de una cola lineal que aparece es probablemente en la orilla. Las estrellas y el gas que comprenden las colas podrán haber sido expulsados de los discos galácticos distorsionados (u otros extremos) de uno o ambos cuerpos, más que del centro gravitatorio resultante de ambos centros galácticos. Dos ejemplos notorios de colisiones galácticas produciendo colas o trazas de marea son las Galaxias ratón y las Galaxias Antennae.

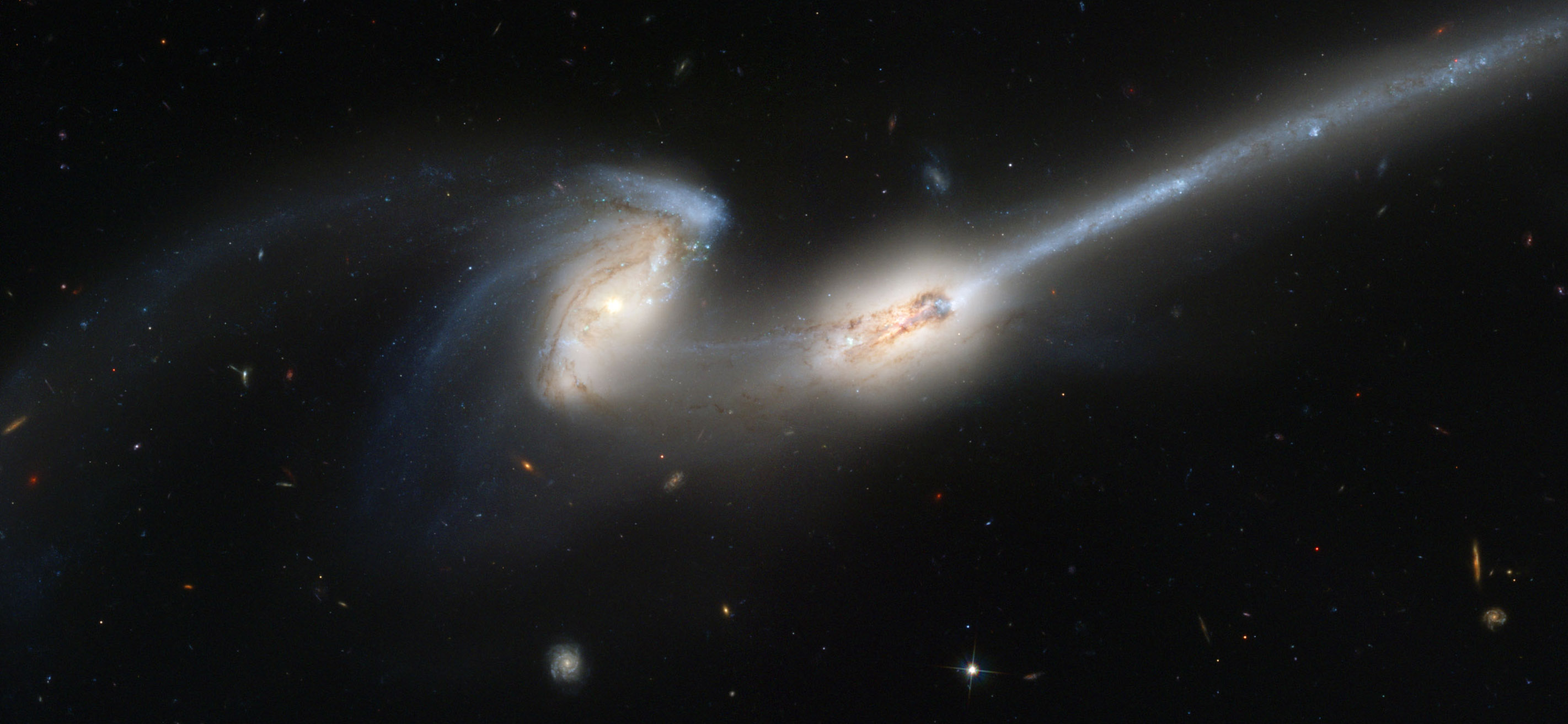
Los Ratones NGC 4676 interactuando entre sí

De la misma manera que la luna provoca las mareas en extremos opuesto de la tierra una marea galáctica produce dos brazos en su acompañante galáctico. Mientras una cola enorme se forma en la galaxia perturbada, es igual o más masiva que su compañera, si una es más enorme que la galaxia perturbada, entonces el brazo que arrastre será relativamente secundario, y el brazo delantero también llamado «puente», será más prominente. Típicamente, es muy difícil distinguir los puentes de las colas de marea. En el primer caso, el puente puede ser absorbido por las galaxias o ser el resultado de la unión de ellas y se manifiestan por un tener un tiempo corto de formación que una cola de marea típica.
Segundo, si una de las dos galaxias se encuentra en primer plano, entonces la segunda y el puente entre ellas puede estar obscurecido parcialmente. Estos efectos visuales dificultan extremadamente la posibilidad de distinguir donde termina una galaxia y donde comienza la otra. Los rizos de la cola de marea que une una galaxia a su galaxia mayor rara vez permanece entre ellas.

### Interacción con galaxias satélite
Debido a que los efectos de la marea se manifiestan enérgicamente en la vecindad de una galaxia, las galaxias satélite son particularmente afectadas. Tal fuerza externa sobre estas galaxias satélite, puede producir movimientos más o menos ordenados dentro de ellas, llevando a efectos visibles a gran escala: la estructura y la cinemática interiores de una galaxia satélite enana pueden ser severamente afectados por una marea galáctica induciendo la rotación (al igual que con las mareas de los océanos de la Tierra) o una proporción anómala de masa lumínica. Las galaxias satélite también pueden ser sujetas a una desprendimiento que ocurre durante una colisión, en donde estrellas y gas son separados de las extremidades de una galaxia, para ser absorbidos —posiblemente— por su compañera. La galaxia enana M32, una galaxia satélite de Andrómeda, pudo haber perdido sus brazos espirales debido a un desprendimiento causado por las mareas, mientras que el núcleo remanente pudo haberse formado como resultado de movimientos inducidos por la misma marea sobre las nubes moleculares 

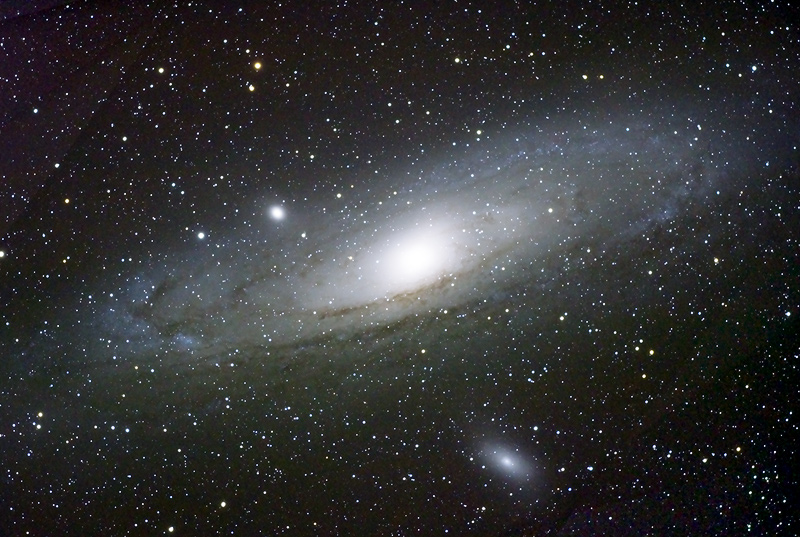
La galaxia de Andrómeda. Note su galaxia satélite M32 (arriba a la izquierda) cuyos brazos espirales han sido desprendidos por la influencia de las fuerzas de marea de Andrómeda que los ha absorbido.

El mecanismo de desprendimiento es el mismo entre dos galaxias más o menos similares aunque su campo de gravitación relativamente débil asegure que solo la galaxia satélite y no la anfitriona es afectada. Si la galaxia satélite es mucho menor que la anfitriona la marea de residuos producidos es probable que sean simétricos y siguiendo una órbita semejante trazando el sendero de la galaxia satélite, pero si la galaxia satélite es razonablemente grande sobre una diezmilésima parte de la masa del anfitrión, entonces la gravedad propia afectara a la del anfitrión rompiendo la simetría y acelerando las colas en direcciones diferentes. La estructura resultante depende de la masa y la órbita de la galaxia satélite, y de la masa y la estructura de la aureola galáctica supuesta alrededor de la galaxia anfitrión, y puede proporcionar los medios para estimar el potencial de materia oscura de una galaxia tal como la Vía Láctea.
Una galaxia satélite enana puede eventualmente ser completamente disrupta para formar una marea masiva de estrellas y gas envolviéndose alrededor del cuerpo mayor. Se sugiere que extensos discos de gas y estrellas alrededor de algunas galaxias, tales como Andrómeda, pueden ser el resultado del completo desmoronamiento o disrupción causado por las mareas (y la subsecuente fusión con la galaxia mayor) de una galaxia satélite enana.

## Efectos en cuerpos inmersos en una galaxia
Los efectos de marea, también son significativos dentro de una galaxia, donde su gradiente es posible que sea escalado. Esto pudo tener consecuencias en la formación de las estrellas y sistemas planetarios. Típicamente la gravedad de una estrella dominara dentro de cierto sistema, con solo algunas estrellas cercanas que pasan y que afectan la dinámica del mismo. Sin embargo, en los extremos del sistema la gravedad del sistema es débil y los efectos de la marea galáctica pueden ser significativos. Dentro de nuestro sistema solar, la hipotética nube de Oort, que se ha supuesto como la fuente de cometas de largo periodo reside en una región de transición.

Diagrama de la nube de Oort

La nube de Oort se ha supuesto como un vasto cascarón (posiblemente con un radio por encima de un año luz) alrededor de nuestro sistema solar, y que la variación del campo gravitacional de la Vía Láctea en la distancia es significante. Porque su gradiente y su aspecto esférico puede ser deformado por la marea galáctica, alargándola en dirección al centro de nuestra galaxia, y comprimiéndola en dos ejes. El mecanismo se supondría sería el mismo que el existente entre la Tierra y la Luna.
La gravedad solar es lo suficientemente débil a cierta distancia que estas pequeñas perturbaciones galácticas pueden provocar que algún planetesimal (objetos sólidos existentes en los discos protoplanetarios y en los discos de Debris) salga de su órbita lejana, enviándolo al sol y los planetas al reducir notablemente su perihelio.Tal cuerpo si está compuesto de una mezcla de piedra y hielo, llegaría a ser un cometa en presencia cercana del sol, debido a su radiación latente en cercanías del sistema solar.
Se ha supuesto que la marea galáctica puede también a contribuir a la formación de una nube de Oort, al incrementar el perihelio de los objetos planetesimales con un enorme afelio. Esto muestra que los efectos de la marea galáctica son un tanto complejos, y dependen principalmente del comportamiento de los objetos individuales dentro de un sistema planetario. Acumulativamente el efecto puede ser bastante significativo, sin embargo hasta un 90% de todos los cometas originados en la nube de Oort pueden ser el resultado de los efectos de la marea galáctica.